# Videm pri Lukovici
Videm pri Lukovici is een plaats in Slovenië en maakt deel uit van de gemeente Lukovica in de NUTS-3-regio Osrednjeslovenska. De plaats telde 41 inwoners op 1 januari 2020.